# „Weird Al” Yankovic
„Weird Al” Yankovic – debiutancki album amerykańskiego parodysty „Weird Ala” Yankovica wydany w 1983. „Weird Al” Yankovic parodiuje pop i rocka z przełomu późnych lat '70 i wczesnych '80.

## Lista utworów
| #  | Tytuł                          | Długość | Utrzymany w stylu/parodiujący |
| -- | ------------------------------ | ------- | --- |
| 1  | „Ricky”                        | 2:36    | Utwór „Mickey” Toni Basil; Parodia ody I Love Lucy, w której Yankovic gra Ricky, a Tress MacNeille - Lucy |
| 2  | „Gotta Boogie”                 | 2:14    | Gra słów omawiająca człowieka z „boogie” na jego palcu i jego dylemat w nim |
| 3  | „I Love Rocky Road”            | 2:36    | Parodia „I Love Rock 'N Roll” Joan Jett; narrator wyraża odczucia tytularnego smaku lodów |
| 4  | „Buckingham Blues”             | 3:13    | Bluesowa piosenka kpiąca ze stylu życia księcia księżnej Walii - Charlesa i Diany. Odpowiadając fanom w 1998 roku, Yankovic negatywnie odpisał, że nie będzie on ponownie pisał i nagrywał piosenki w świetle śmierci księżnej Diany.  |
| 5  | „Happy Birthday”               | 2:28    | Chorobliwie przygnębiająca piosenka urodzinowa szczegółowo przepełniona tym, co dolega światu: biedą, zagładą nuklearną i globalnego ocieplenia                                                                                        |
| 6  | „Stop Draggin' My Car Around”  | 3:16    | Parodia „Stop Draggin' My Heart Around” – Stevie Nicks i Tom Petty; lament „fajnego faceta”, który zmuszony jest wielokrotnie ratować swój samochód - Plymouth z 1964 roku z powodu nielegalnego parkowania, wstydu i braku płatności. |
| 7  | „My Bologna”                   | 2:01    | Parodia „My Sharona” – The Knack; narrator opowiada o swojej obsesji na punkcie kiełbasy bologna |
| 8  | „The Check's In The Mail”      | 3:13    | Biznes dotyczący unikaniu sporów i tytularnego „opóźnienia płatności” |
| 9  | „Another One Rides the Bus”    | 2:40    | Parodia „Another One Bites the Dust” – Queen; oryginalne nagranie z programu The Dr. Demento Show z 1980 roku opowiadające o jeździe zatłoczonym autobusem.                                                                            |
| 10 | „I'll Be Mellow When I'm Dead” | 3:39    | Odrzucenie stereotypowych postaw. |
| 11 | „Such a Groovy Guy”            | 3:02    | Narcyzm w szczególności przekazuje styl: mody,postawy, dominacji i uległości oraz rozpad relacji |
| 12 | „Mr. Frump In The Iron Lung”   | 1:54    | Ulubiona przez publiczność część dnia Yankovica, w której gra w kawiarniach Cal Poly. Piosenka opisuje raczej koślawe relacje pomiędzy narratorem a Mr.Frumpem w jego żelaznym płucu aż do jego śmierci                                |

## Muzycy
- „Weird Al” Yankovic – akordeon, śpiew
- William K. Anderson – harmonijka, saksofon, śpiew
- Richard Bennett – banjo, gitara, ukulele, śpiew
- Zaidee Cole – śpiew
- Rick Derringer – gitara, śpiew
- Dr. Demento – śpiew
- Steve Jay – bas, śpiew
- Tress MacNeille – Lucy
- Joan Manners – śpiew
- Joel Miller – bongosy, conga
- Dorothy Remsen – harfa
- Rick & Bubba – śpiew
- Jon „Bermuda” Schwartz – perkusja, chórki
- Dawn Smithey – śpiew

## Produkcja
- Producent: Rick Derringer
- Techniczni: Peter Kelsey, Tony Papaa